# Thalassageron
Thalassageron é um género biológico, caído em desuso, proposto por Baird e outros autores, no século XIX, em resposta à classificação taxonómica dos albatrozes proposta por Elliott Coues em 1866, que estabelecia as famílias Diomedeidae e Procellariidae a partir da análise de características morfológicas dos membros anteriores e narinas destas aves e que extinguia dois géneros (Phoebastria e Thalassarche) propostos por Ludwig Reichenbach em 1853. Baird, baseando-se em características do bico destas aves, criou o género Thalassageron que não é, actualmente, utilizado.